# Фултонвил (Њујорк)
Фултонвил (енгл. Fultonville) град је у америчкој савезној држави Њујорк.

## Демографија
По попису из 2010. године број становника је 784, што је 74 (10,4%) становника више него 2000. године.
| Група             | 2000.       | 2010.       |
| Белци             | 684 (96,3%) | 750 (95,7%) |
| Афроамериканци    | 0 (0,0%)    | 4 (0,5%)    |
| Азијати           | 5 (0,7%)    | 16 (2,0%)   |
| Хиспаноамериканци | 13 (1,8%)   | 13 (1,7%)   |
| Укупно            | 710         | 784         |